# Markaz Ajā
Markaz Ajā (arabiska: مركز أجا) är en region i Egypten.   Den ligger i guvernementet Ad-Daqahliyya, i den norra delen av landet, 90 km norr om huvudstaden Kairo.